# Cytospora rhizophorae
Cytospora rhizophorae är en svampart som beskrevs av Kohlm. & E. Kohlm. 1971. Cytospora rhizophorae ingår i släktet Cytospora och familjen Valsaceae.   Inga underarter finns listade i Catalogue of Life.